# Maevatanana
Maevatanana är en stad och kommun i norra Madagaskar vid floden Ikopa. Maevatanana är huvudort i regionen Betsiboka. Staden har förbindelse med Antananarivo och Mahajanga via väg RN4. Staden ligger lågt och långt från havet, temperaturen är hög. Maevatanana är huvudstad i Betsibokaregionen i Mahajangaprovinsen. 2001 uppskattades invånarantalet till 24 000. 
Det finns grundskola och gymnasieskola samt domstol och sjukhus. 60% av befolkningen är jordbrukare och 7% boskapsuppfödare. De viktigaste grödorna är ris, tobak och sötpotatis. Industri och tjänster sysselsätter 5 respektive 15% av befolkningen och fiske 13%.